# Circuit de Mugello
El circuit de Mugello, anomenat oficialment Autodromo Internazionale del Mugello, és un circuit de curses propietat de Ferrari situat al municipi de Scarperia e San Piero, a la ciutat metropolitana de Florència. El circuit té una longitud de 5,245 km i un total de 15 revolts i és especialment conegut pel Gran Premi d'Itàlia de motociclisme, que s'hi ha vingut celebrant des del 1992 fins a l'actualitat.
A poca distància de l'actual instal·lació hi havia hagut el cèlebre circuit urbà de Mugello, seu de les curses d'automobilisme que es van celebrar, sense interrupció, entre el 1914 i el 1970.

## Història

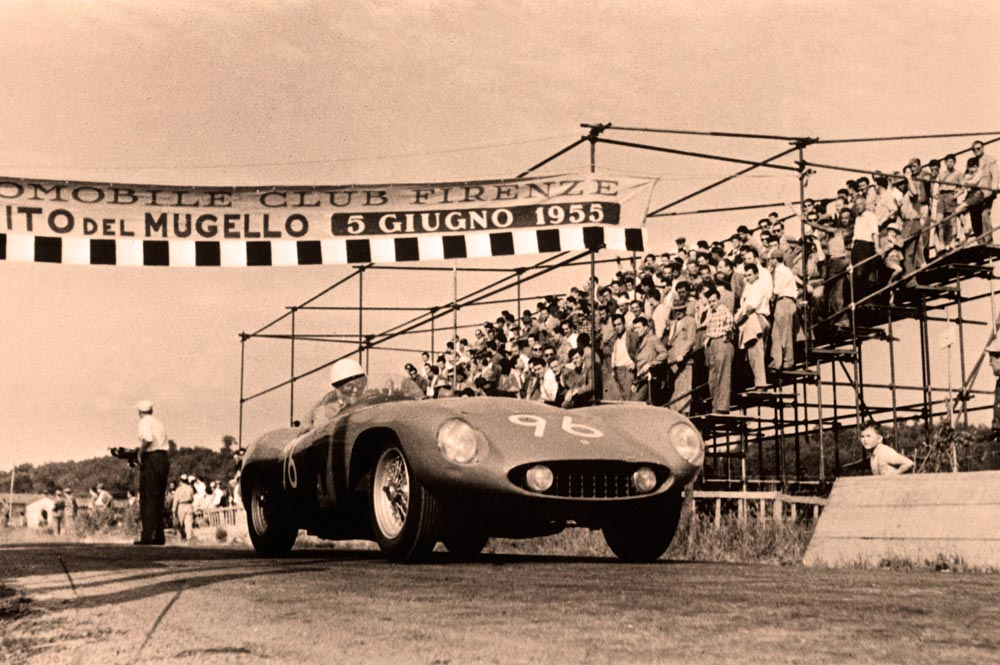
La recta principal de l'històric circuit urbà el 1955

L'autòdrom de Mugello es va construir el 1972 en una superfície d'unes 170 ha per iniciativa de l'Automobile Club di Firenze amb l'objectiu de proporcionar un lloc més adient per a les tradicionals competicions d'automobilisme de la zona, que s'havien tornat massa perilloses en disputar-se en un circuit urbà (el qual, de fet, havia estat abandonat definitivament el 1970 després que hi morís un nen en ser atropellat mentre presenciava les curses). L'encàrrec de dissenyar el nou traçat i les obres relacionades es va encomanar a l'enginyer Gianfranco Agnoletto. El 1974 es va inaugurar finalment el nou circuit.
El 1988, el circuit va ser adquirit per Ferrari, que va iniciar una profunda renovació de la instal·lació, dotant-la de la millor infraestructura existent però mantenint sense canvis el traçat de la pista, molt exigent per als pilots.
El 2011 es va fer un repavimentat integral de la pista i una millora de totes les parts, especialment pel que fa al drenatge de les aigües pluvials. El 2015 s'hi van afegir les vies d'evacuació d'asfalt dissenyades per Dromo (un consultor que ja va participar en la repavimentació del 2011), les quals destaquen per la seva forma orgànica i dissenyada sobre les trajectòries reals dels vehicles que tornen a la pista. Al llarg dels anys s'hi van dur a terme altres intervencions, però sempre seguint la filosofia del dissenyador original, l'enginyer Agnoletto.
Durant la temporada 2020 de Fórmula 1, el circuit va acollir l'edició del Gran Premi de la Toscana, introduït per la FIA per tal de garantir un nombre mínim de curses durant el campionat, afectat per la pandèmia de COVID-19.
El 29 de maig de 2021, la classificació de Moto3 del Gran Premi d'Itàlia de motociclisme es va veure afectada per un accident al revolt 9 ("Arrabbiata 2") que va implicar el suís Jason Dupasquier, qui es va morir l'endemà a l'hospital Careggi de Florència.

## Característiques

### Equipaments
El 2007 es va modificar la taquilla principal i se li va donar forma de casc. El 2011 es va renovar completament la superfície asfàltica amb tècniques innovadores. El mateix any es va construir i inaugurar la nova tribuna central coberta. Amb una capacitat de 4.500 seients (800 de les quals donen als revolts "Biondetti"), la nova tribuna acull 3.000 plaques fotovoltaiques a la seva part superior que asseguren el 25% de les necessitats d'electricitat del sistema. La planta està equipada amb un sistema de gestió ambiental certificat ISO 14001:2004.
L'autòdrom ha guanyat cinc vegades el premi al millor circuit mundial de motociclisme ("Millor Gran Premi"), concretament, els anys 1995, 1996, 1997, 2000 i 2011.

### Traçat

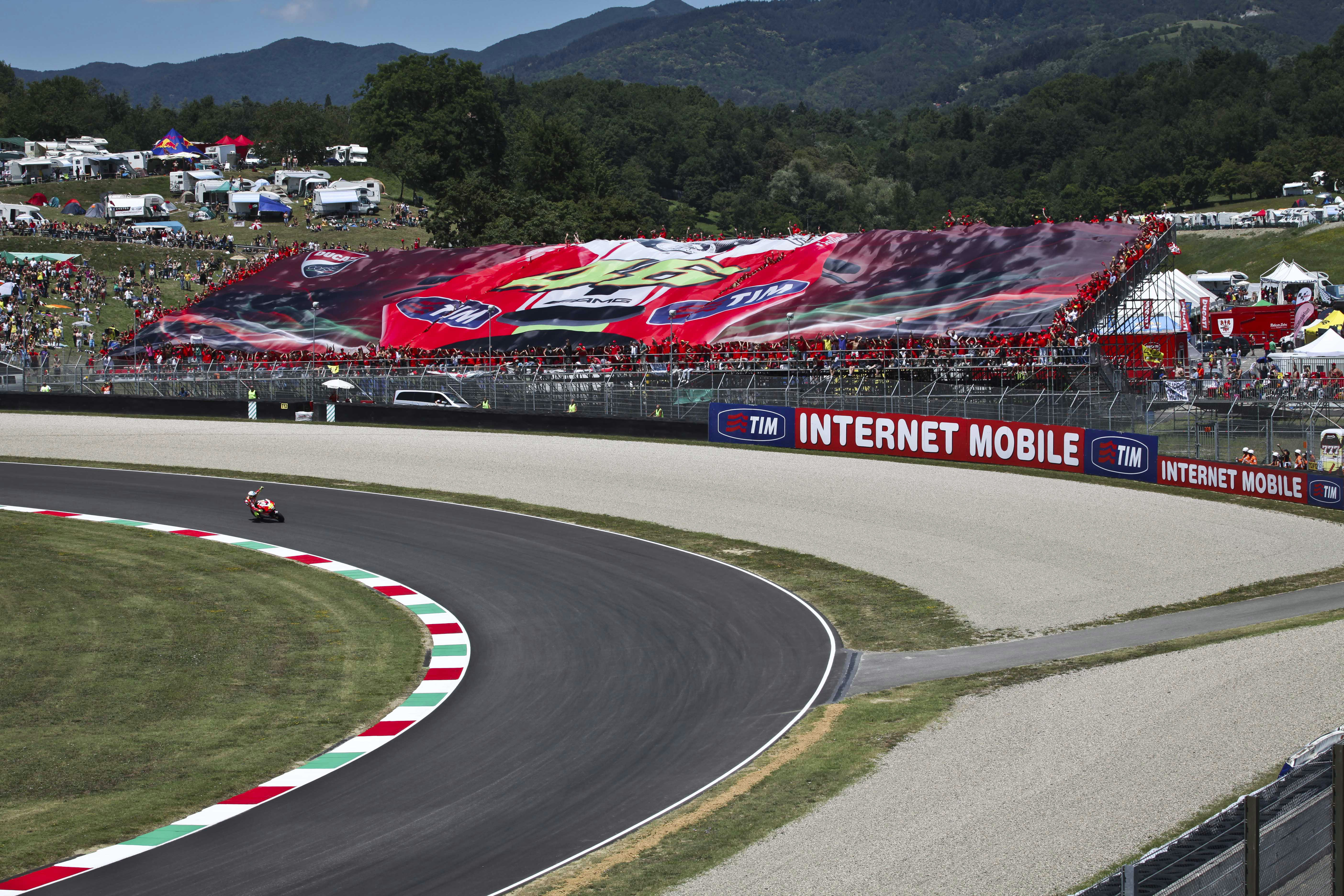
Vista del circuit durant el GP d'Itàlia del 2011

El traçat del circuit es caracteritza per una recta de pujada de 1,141 km de llarg, on les motos de MotoGP de 990 cc assoleixen una velocitat d'uns 340 km/h (el rècord va ser establert l'any 2023 per Brad Binder amb una KTM RC16 a 366,1 km/h), forts canvis de rasant i revolts molt ràpids, cecs i exigents, com ara els anomenats "Arrabbiata 1" i "Arrabbiata 2". També cal destacar la Casanova-Savelli, una xicana de baixada en direcció dreta-esquerra que és determinant per al temps de volta. Un altre punt fonamental del traçat és el revolt "San Donato", el primer de la pista (situat al final de l'esmentada recta de pujada), on és important frenar com més tard millor.
La configuració inicial del traçat de 1974 s'ha mantingut inalterada. Les actuacions que s'hi han fet han estat provocades per la necessitat de millorar els estàndards de seguretat, però sempre respectant el disseny inicial.
El rècord absolut del circuit és d'1'15"144 i fou establert per Lewis Hamilton amb un Mercedes en la classificació per al Gran Premi de la Toscana del 2020.

## Esdeveniments principals
Mugello és especialment conegut pel Gran Premi d'Itàlia de motociclisme, la primera edició del qual s'hi va celebrar el 1976 amb el nom de Gran Premi de les Nacions. Després de dues edicions més (1978 i 1985), el 1992 s'hi va tornar a celebrar, ara amb el nom actual de Gran Premi d'Itàlia. A partir de 1994, aquest Gran Premi s'hi ha vingut celebrant sense interrupció (tret de la temporada del 2020, en què va ser cancel·lat a causa de la pandèmia de COVID-19). D'altra banda, Mugello va ser la seu del Gran Premi de San Marino en diverses ocasions entre el 1982 i el 1993.

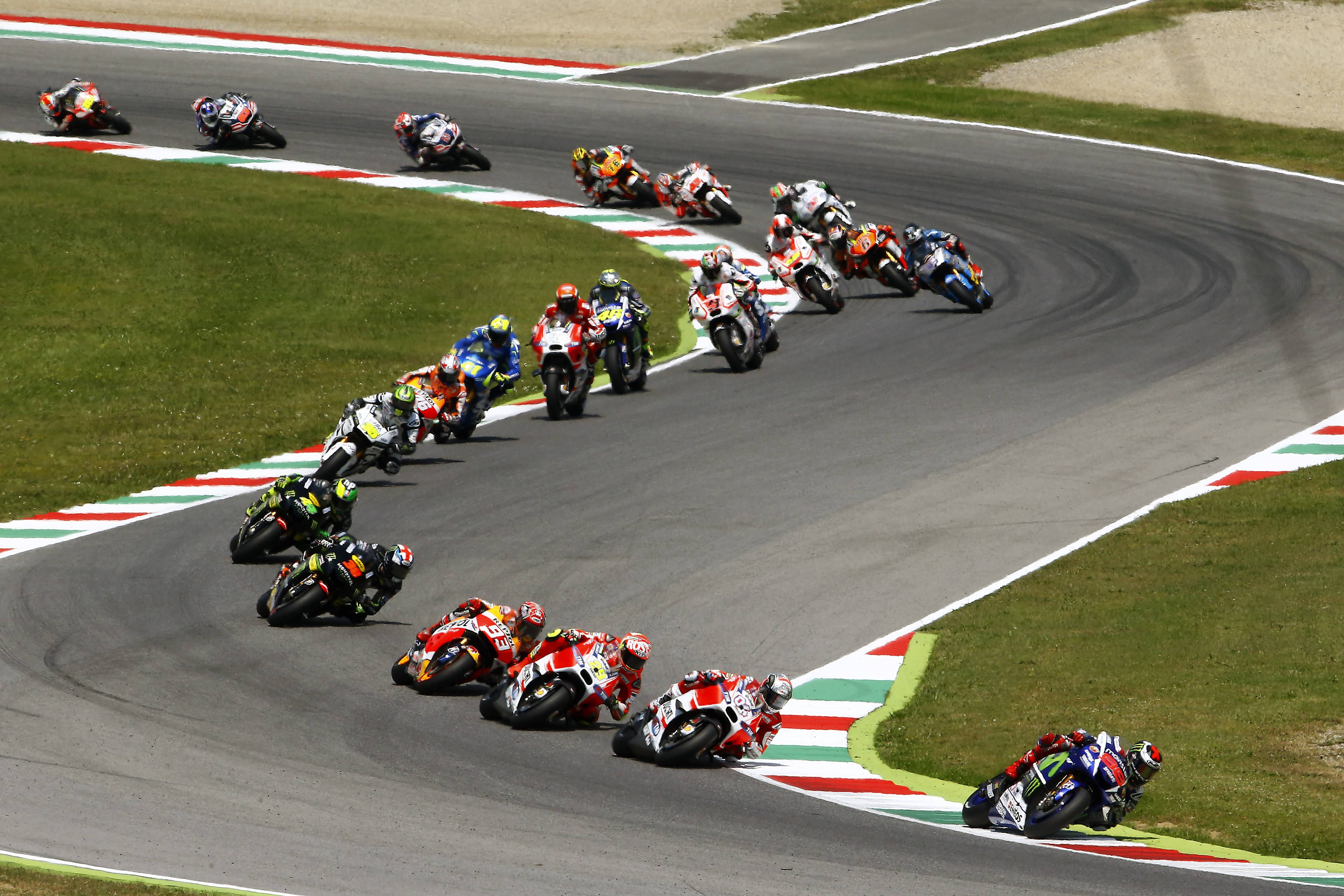
Un moment de la cursa de MotoGP durant el GP d'Itàlia del 2015

El 1994, Mugello va ser la seu italiana de les curses de turismes del Deutsche Tourenwagen Masters (DTM). També s'hi han celebrat altres curses d'automobilisme en el passat, com ara el campionat mundial de prototips esportius, la Fórmula 2, la Fórmula 3000, la ITC (versió internacional del campionat alemany DTM, celebrada només els anys 1995 i 1996) i el Campionat FIA GT.
El circuit continua sent un element bàsic en els calendaris de la majoria de competicions italianes d'esports de motor i ha estat el lloc de nombroses proves de la Scuderia Ferrari i altres equips. El 2007 va acollir les celebracions del 60è aniversari de Ferrari i la celebració del Campionat del Món de Pilots de Fórmula 1 que havia guanyat aquell any Kimi Räikkönen amb l'escuderia italiana.
L'autòdrom també va ser el lloc d'arribada d'etapa en dues edicions del Giro d'Itàlia (els anys 1997 i 2007), mentre que el 2020 va acollir per primera vegada un Gran Premi de Fórmula 1, concretament el de la Toscana.
Per les seves qualitats, l'autòdrom internacional de Mugello va ser escollit per acollir, de l'1 al 3 de maig de 2012, l'única sessió col·lectiva de proves de Fórmula 1 de temporada en curs. Gairebé tots els pilots implicats en la prova van expressar un gran entusiasme per la bellesa i la dificultat de la pista. Mark Webber va declarar: «En termes de satisfacció, 10 voltes en sec a Mugello valen per 1.000 a Abu Dhabi».

## Guanyadors del GP d'Itàlia a Mugello
| Any  | 125cc                                          | 250cc                                          | 500cc                                          |                                                |
| ---- | ---------------------------------------------- | ---------------------------------------------- | ---------------------------------------------- | ---------------------------------------------- |
| 1992 | Ezio Gianola                                   | Luca Cadalora                                  | Kevin Schwantz                                 |                                                |
| 1994 | Noboru Ueda                                    | Ralf Waldmann                                  | Mick Doohan                                    |                                                |
| 1995 | Haruchika Aoki                                 | Max Biaggi                                     | Mick Doohan                                    |                                                |
| 1996 | Peter Öttl                                     | Max Biaggi                                     | Mick Doohan                                    |                                                |
| 1997 | Valentino Rossi                                | Max Biaggi                                     | Michael Doohan                                 |                                                |
| 1998 | Tomomi Manako                                  | Marcellino Lucchi                              | Michael Doohan                                 |                                                |
| 1999 | Roberto Locatelli                              | Valentino Rossi                                | Àlex Crivillé                                  |                                                |
| 2000 | Roberto Locatelli                              | Shinya Nakano                                  | Loris Capirossi                                |                                                |
| 2001 | Noboru Ueda                                    | Tetsuya Harada                                 | Alex Barros                                    |                                                |
|      | 125cc                                          | 250cc                                          | MotoGP                                         |                                                |
| 2002 | Manuel Poggiali                                | Marco Melandri                                 | Valentino Rossi                                |                                                |
| 2003 | Lucio Cecchinello                              | Manuel Poggiali                                | Valentino Rossi                                |                                                |
| 2004 | Roberto Locatelli                              | Sebastián Porto                                | Valentino Rossi                                |                                                |
| 2005 | Gábor Talmácsi                                 | Daniel Pedrosa                                 | Valentino Rossi                                |                                                |
| 2006 | Mattia Pasini                                  | Jorge Lorenzo                                  | Valentino Rossi                                |                                                |
| 2007 | Héctor Faubel                                  | Álvaro Bautista                                | Valentino Rossi                                |                                                |
| 2008 | Simone Corsi                                   | Marco Simoncelli                               | Valentino Rossi                                |                                                |
| 2009 | Bradley Smith                                  | Mattia Pasini                                  | Casey Stoner                                   |                                                |
|      | 125cc                                          | Moto2                                          | MotoGP                                         |                                                |
| 2010 | Marc Márquez                                   | Andrea IAnyne                                  | Daniel Pedrosa                                 |                                                |
| 2011 | Nicolás Terol                                  | Marc Márquez                                   | Jorge Lorenzo                                  |                                                |
|      | Moto3                                          | Moto2                                          | MotoGP                                         |                                                |
| 2012 | Maverick Viñales                               | Andrea IAnyne                                  | Jorge Lorenzo                                  |                                                |
| 2013 | Luis Salom                                     | Scott Redding                                  | Jorge Lorenzo                                  |                                                |
| 2014 | Romano Fenati                                  | Esteve Rabat                                   | Marc Márquez                                   |                                                |
| 2015 | Miguel Oliveira                                | Esteve Rabat                                   | Jorge Lorenzo                                  |                                                |
| 2016 | Brad Binder                                    | Johann Zarco                                   | Jorge Lorenzo                                  |                                                |
| 2017 | Andrea Migno                                   | Mattia Pasini                                  | Andrea Dovizioso                               |                                                |
| 2018 | Jorge Martín                                   | Miguel Oliveira                                | Jorge Lorenzo                                  |                                                |
| 2019 | Tony Arbolino                                  | Álex Márquez                                   | Danilo Petrucci                                |                                                |
| 2020 | No disputat a causa de la pandèmia de COVID-19 | No disputat a causa de la pandèmia de COVID-19 | No disputat a causa de la pandèmia de COVID-19 | No disputat a causa de la pandèmia de COVID-19 |
| 2021 | Dennis Foggia                                  | Remy Gardner                                   | Fabio Quartararo                               |                                                |
| 2022 | Sergio García                                  | Pedro Acosta                                   | Francesco Bagnaia                              |                                                |
| 2023 | Daniel Holgado                                 | Pedro Acosta                                   | Francesco Bagnaia                              |                                                |
| 2024 | David Alonso                                   | Joe Roberts                                    | Francesco Bagnaia                              |                                                |